# Enzo Moavero Milanesi
Enzo Moavero Milanesi (Roma, 17 de agosto de 1954) es un político y jurista italiano, ministro de Asuntos Exteriores y de Cooperación Internacional en el Primer Gobierno Conte. Anteriormente fue ministro de Asuntos Europeos (sin cartera) en los gobiernos presididos por Mario Monti y Enrico Letta.